# مه‌ده‌آ
مه‌ده‌آ (به ایتالیایی: Medea) یک کومونه در ایتالیا است که در استان گوریتزیا واقع شده‌است. مه‌ده‌آ ۷٫۳ کیلومتر مربع مساحت و ۹۱۸ نفر جمعیت دارد و ۱۳۲ متر بالاتر از سطح دریا واقع شده‌است.